# Metropolia della Lituania

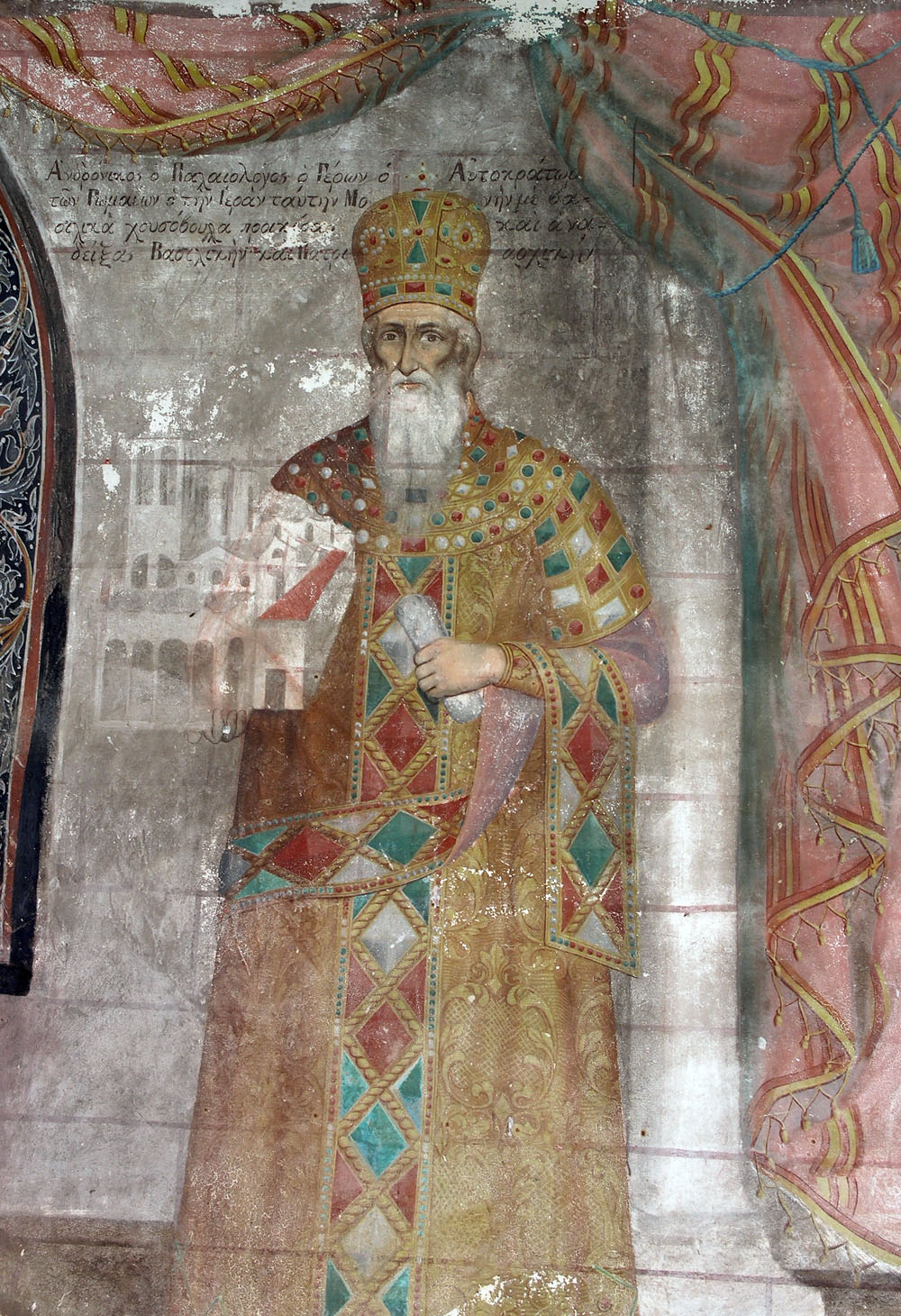
Affresco dell'imperatore Andronico II Paleologo, fautore dell'istituzione della metropolia di Lituania. In seguito, quest'azione fu considerata un'«anomalia» nella politica bizantina

La metropolia della Lituania fu una provincia ecclesiastica di breve durata istituita dalla Chiesa ortodossa nel XIV secolo. Creata tra il 1315 e il 1317, ebbe solo due metropoliti e fu soppressa nel 1371. Il Granducato di Lituania promosse l'istituzione di una metropolia per contrastare il controllo religioso di cui godeva prima la Moscovia sui principati della Rus', la Galizia-Volinia e il Principato di Tver'. L'Impero bizantino, in cui aveva sede del patriarca di Costantinopoli, preferiva optare per la sopravvivenza di una metropolia di Kiev e di tutta la Rus' unita, dimostrandosi riluttante a dividere la propria autorità. Pertanto, in tutte le occasioni in cui ciò fu possibile, i bizantini cercarono di preservare la massima integrità delle varie suddivisioni della Chiesa ortodossa. Di fronte all'opposizione a una vera e propria divisione fisica delle province ecclesiastiche, i lituani ricorsero a una tattica diversa, ovvero quella di promuovere i propri candidati alla carica di metropolita di Kiev e di tutta la Rus'. Nella prima metà del XV secolo, quando ormai l'Impero bizantino stava vivendo un momento di insormontabile crisi, la Moscovia appariva l'effettiva vincitrice della contesa e divenne il nuovo centro spirituale della tradizione ortodossa nell'Europa orientale.

## Istituzione

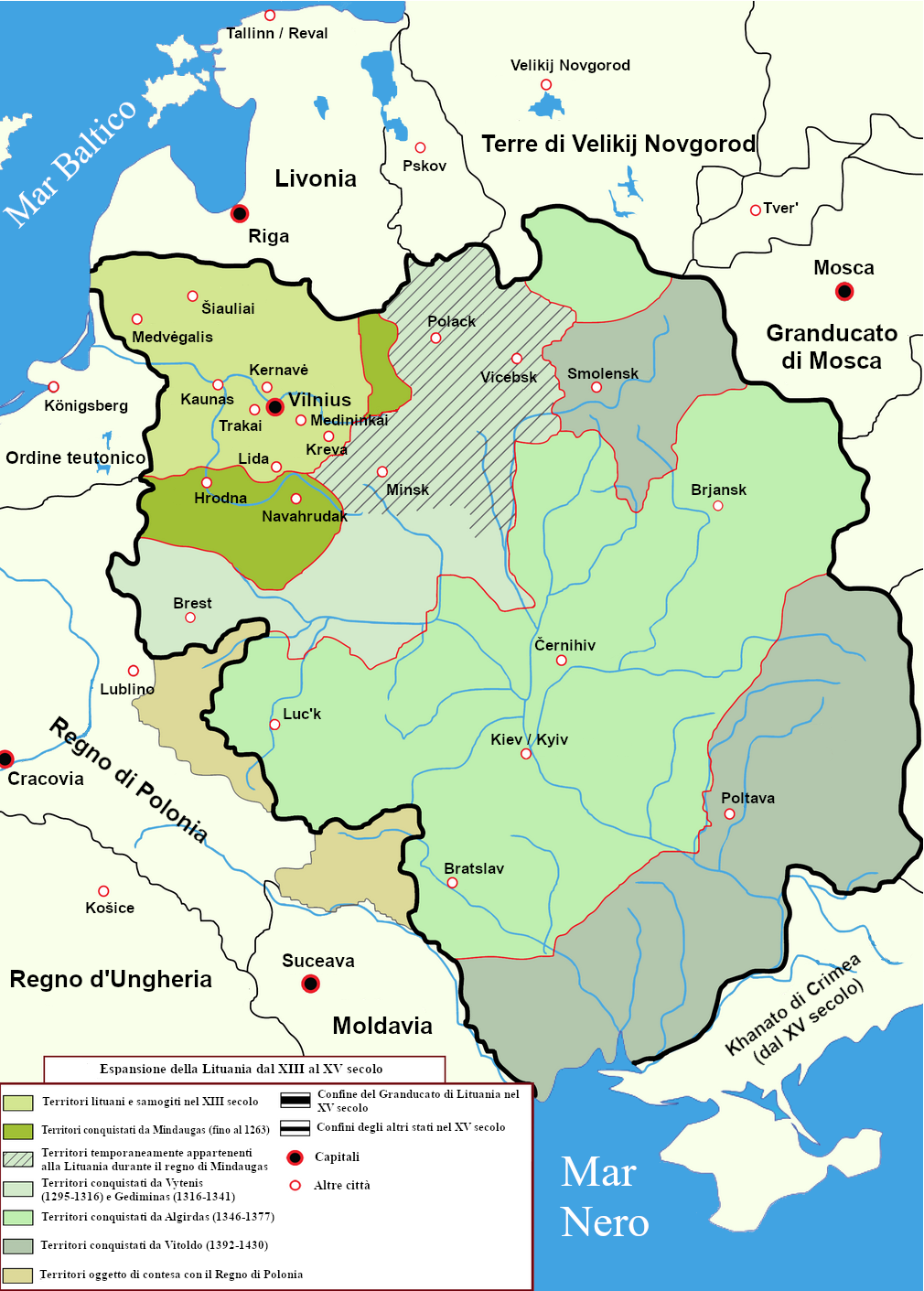
Espansioni del Granducato di Lituania dal XIII al XV secolo

Il Granducato di Lituania si espanse verso est a spese dei principati slavo-ortodossi dell'ex Rus' di Kiev a cominciare dalla seconda metà del XIII secolo e per tutto il centennio successivo. Pur essendo rimasti ancorati ai riti tradizionali, i granduchi Vytenis e Gediminas compresero l'importanza politica di controllare politicamente le confessioni religiose straniere, specie l'ortodossia, particolarmente diffusa nell'Europa orientale. All'inizio del Trecento, Pietro, il metropolita di Kiev e di tutta la Rus', sostenuto dalla Galizia-Volinia, rivaleggiava con Mikhail Jaroslavič, principe di Tver'. Quest'ultimo voleva sostituire Pietro con un candidato da lui caldeggiato. A seguito di questa disputa, la sede della metropolia fu trasferita nella città di Mosca. La Lituania aveva rapporti piuttosto amichevoli con Tver' e incoraggiare la costituzione di una nuova metropolia poteva rappresentare una delle soluzioni possibili per assecondare Mikhail Jaroslavič nella sua lotta con il metropolita Pietro, le cui entrate erano state ridotte e l'autorità in tutta la Rus' messa in discussione.
L'Impero bizantino, temendo la crescente influenza dei duchi locali, soleva promuovere l'unità della Chiesa all'interno della Rus', sperando che una provincia ecclesiastica forte e compatta si sarebbe dimostrata immune rispetto agli intrighi politici. Non è chiaro perché, tra il 1315 e il 1317, Costantinopoli cambiò indirizzo e accettò la prospettiva di istituire una nuova metropolia; in seguito le autorità romee la considerarono un'«anomalia» o il «risultato di un momento di confusione storica». È probabile che l'imperatore Andronico II Paleologo, impegnato nelle guerre con l'Impero ottomano per il possesso dell'Asia Minore, aveva bisogno di assistenza militare e finanziaria che la Lituania poteva fornire. L'imperatore istituì la metropolia durante il mandato del patriarca Giovanni XIII.

## Mandato di Teofilo (1317 circa-1330)
La metropolia della Lituania, la cui sede episcopale si trovava a Navahrudak, aveva due vescovi suffraganei a Turov e Polock. Sulla base delle fonti a disposizione si è dedotto che, dal 1317 al 1330, vi un solo vescovo metropolita, tale Teofilo, di etnia rus'. Un elenco superstite delle sue proprietà dimostra che Teofilo viaggiò molto nei principati della Rus' e dovette elargire costosi doni a importanti governanti della regione, forse come parte di una campagna finalizzata ad assicurarsi la carica di metropolita di Kiev. Dopo la morte di Pietro nel 1326, tuttavia, Teofilo e un candidato presentato da Mosca furono rifiutati da Costantinopoli in quanto ritenuti troppo politicamente allineati. Alla fine, i bizantini decisero di scegliere autonomamente e nominarono Teognoste, estraneo alle lotte in campo religioso tra Lituania e Moscovia, come nuovo metropolita di Kiev e di tutta la Rus'. Alla morte di Teofilo, nel 1330, Teognoste riuscì a ristabilire l'integrità della Rus'; sostenendo che i cristiani nella Lituania pagana erano troppo pochi, la sede del metropolita di Lituania rimase di fatto vacante. Questo scenario lasciava chiaramente verosimile il rischio di nuovo dissidi tra Mosca e Vilnius. Nel frattempo, a Teognoste fu assegnato il ruolo di metropolita di tutta la Rus' e la Lituania.

## Metropolita di Roman (1355-1362)

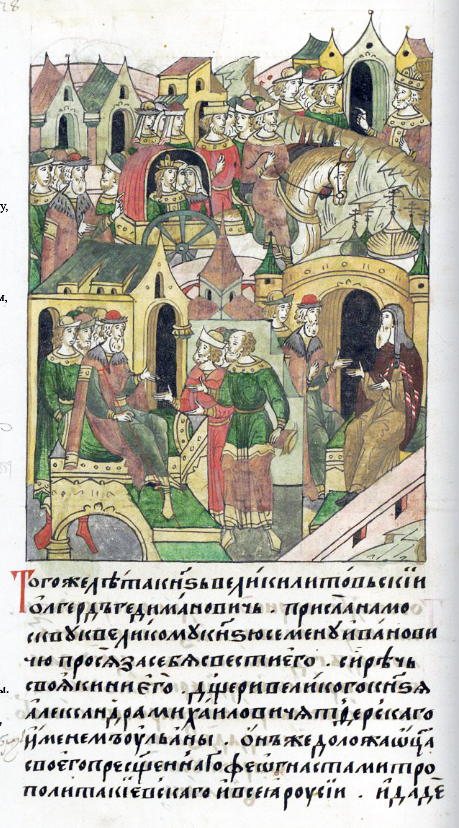
Il matrimonio di Algirdas con la sua seconda moglie Uliana di Tver' (1350), cugina di Roman. Miniatura tratta dalla Cronaca illustrata di Ivan il Terribile del XVI secolo

Dopo la morte di Teognoste nel 1353, in un primo momento il granduca di Lituania Algirdas, salito al potere nel 1345, non tentò di far rivivere la metropolia di Lituania e promosse invece il proprio candidato Feodorito alla sede di Kiev e di tutta la Rus'. Quando non riuscì a ottenere il sostegno di Bisanzio, Feodorito si rivolse alla scismatica Chiesa ortodossa bulgara di Tărnovo e lì ricevette l'ordinazione. È possibile che, tramite queste manovre, Algirdas ipotizzasse di costituire una propria comunione autocefala. Paventando questo scenario, Costantinopoli si oppose sempre alla candidatura di Feodorito, evento che costrinse Algirdas a cambiare tattica. A quel punto egli prese infatti le parti di Roman, un monaco di Tver e parente della moglie del granduca lituano Uliana, promettendo persino di convertirsi all'ortodossia in cambio dell'ordinazione di Roman. Il patriarca Callisto I, rivale di Filoteo Kokkinos, accettò e ordinò Roman come metropolita della Lituania nel 1355.
Roman cercò di affermare la sua autorità su tutte le terre slave del Granducato, anche se appartenevano alla metropolia di Kiev e a tutta la Rus', il cui vescovo Alessio risiedeva a Mosca. Nel 1356, dopo lotte diplomatiche, Callisto I unì le metropolie di Lituania e Galizia sotto Roman, mentre Alessio preservò il suo titolo. La rivalità continuò, tuttavia, fino alla morte di Roman nel 1362, quando la provincia ecclesiastica della Lituania-Galizia passò sotto il controllo di Alessio. Nel 1371, la metropolia della Lituania fu ufficialmente declassata al rango di vescovato e posto sotto la giurisdizione del metropolita di Kiev e di tutta la Rus'. Tuttavia, ciò non pose fine alla rivalità politica per l'influenza religiosa nella Rus'. Algirdas promosse con successo il suo candidato Cipriano mentre Alessio era ancora in vita. Nel 1415, il granduca Vitoldo il Grande tentò di ristabilire la metropolia di Lituania e promosse Grigorij Camblak. La rivalità terminò di fatto nel 1448, quando Mosca iniziò a selezionare i metropoliti in modo indipendente senza l'approvazione di Costantinopoli, che crollò a seguito dell'assedio del 1453.